# 法國小姐
法國小姐是一項針對法國女性的選美比賽，基本條件為年滿18歲、身高至少170公分，從33個法國本地及海外領地當中選拔，獲勝者將獲得年度同名的冠軍頭銜。
這項比賽是由比利時裔的媒體人莫里斯·德·瓦萊夫在1920年所創立,這項選美比賽是全世界歷史最悠久、迄今仍繼續舉辦的選美活動，其後也促使歐洲小姐的比賽活動成立。

## 選美規則
要成為法國小姐候選佳麗的基本條件：
- 女性
- 具有法國國籍
- 在參賽日前滿18歲
- 沒有犯罪紀錄
- 過去不能有過裸體或是色情的行為活動
- 不能做過整形手術
- 不能參與過宗教宣教行為活動
- 2024年起取消年齡上限[2]，因此2025年的法國小姐安吉麗娜·安加尼·菲洛彭，成為歷年來最年長的勝出者[3]。

預賽會由法國本地和海外地區，從33個地方先選出地方佳麗，之後才參與法國小姐的決賽，決賽當晚的活動會在電視直播，評審團由藝術、體育、媒體代表人物組成，觀眾在最後決選階段也可以參與投票，最後在年底的決賽出線之後，成為明年度的年度法國小姐。

## 地區佳麗列表
- 阿爾薩斯小姐
- 亞奎丹小姐
- 奧弗涅小姐
- 勃根地小姐[5]
- 布列塔尼小姐
- 羅亞爾河谷小姐
- 亞爾丁小姐
- 科西嘉小姐
- 蔚藍海岸小姐
- 法蘭琪康堤小姐
- 瓜德羅普小姐
- 圭亞那小姐
- 法蘭西島小姐
- 朗格多克魯西永小姐
- 利穆贊小姐
- 洛林小姐
- 馬丁尼克小姐
- 馬約特小姐
- 南部庇里牛斯小姐
- 北部加萊海峽小姐[6]
- 諾曼第小姐
- 新喀里多尼亞小姐
- 羅亞爾河小姐[7]
- 皮卡第小姐
- 普瓦圖夏朗德小姐
- 普羅旺斯小姐
- 留尼旺小姐
- 隆阿爾卑斯小姐
- 朗格多克魯西永小姐
- 聖巴瑟米小姐
- 聖皮耶與密克隆小姐
- 玻里尼西亞小姐
- 瓦利斯和富圖那小姐

## 相關建物
位於瓦爾省的聖拉斐爾，宣布將會一座專門紀念法國小姐的博物館，將於2025年落成，以紀念已經有100年歷史的法國小姐文化發展。

## 相關連結
- 法國小姐 （页面存档备份，存于）官方網站
- 法國小姐的Facebook專頁
- 法國小姐的Instagram帳戶